# SNCF CC 7100 sorozat
Az SNCF CC 7100 sorozat egy francia villamosmozdony-sorozat. Egyenáramú pályákon használták, elsősorban a Párizs-Lyon vonalon, melynek villamosítását 1952-re fejezték be.

## Története
Az első mozdonyokat (CC 7001-es és 7002-es sorozatszám) 1949-ben szerelték össze. Próbajáratukra a Párizs-Bordeaux-vasútvonalon került sor. A három évvel később elindított sorozatgyártáskor a mozdonyok teljesítményét 2,942 kW-ról 3,49 kW-ra emelték.
Hat mozdonyt átalakítottak a Culoz-Modane-vasútvonal számára (a Mont Cenis-alagúton át), melynek áramellátását egy harmadik sín biztosította.
A Párizs-Lyon közötti szakaszon a 2D2 9100-as sorozatszámú mozdonyokkal közösen biztosították a gyorsvonatok vontatását átlagosan 124 km/h sebességgel.
Napjainkban mindössze öt példány üzemel még (CC 7102: Ambérieu; CC 7106: Ambérieu; CC 7107: Mulhouse; CC 7121: Miramas; CC 7140: Breil-sur-Roya)

## Sebességrekord
A CC 7107-es sorozatszámú mozdony 1955. március 28-án sebességrekordot állított fel 326 km/h-val.

## Megőrzött mozdonyok
- CC 7102 : Ambérieu
- CC 7106 : Ambérieu
- CC 7107 : Mulhouse à la Cité du train
- CC 7121 : Miramas
- CC 7140 : Breil-sur-Roya

## Fordítás
- Ez a szócikk részben vagy egészben  a   SNCF CC 7100 című német Wikipédia-szócikk ezen változatának fordításán alapul.  Az eredeti cikk szerkesztőit annak laptörténete sorolja fel. Ez a jelzés csupán a megfogalmazás eredetét és a szerzői jogokat jelzi, nem szolgál a cikkben szereplő információk forrásmegjelöléseként.